# Cannstatter Tennisclub
Der Cannstatter Tennisclub (1890–1901: Cannstatter Fußball-Club, 1901–1909: Cannstatter Fußball- und Tennis-Club) ist ein Sportverein aus Stuttgart Bad Cannstatt. Der am 25. März 1890 gegründete Cannstatter Fußball-Club war der erste Verein im Raum um Stuttgart, der an Fußballspielen auf Vereinsebene teilnahm. Durch ehemalige Mitglieder des CFC wurden die Vorgängervereine des VfB Stuttgart, der FV Stuttgart und der Kronen-Klub Cannstatt, sowie die Stuttgarter Kickers gegründet. Durch diese Abwanderung von Fußball- und Rugbyspielern entwickelte sich der ursprüngliche Fußballclub schließlich zu einem Tennisclub.

## Geschichte

### Wurzeln des Cannstatter und Stuttgarter Fußballs

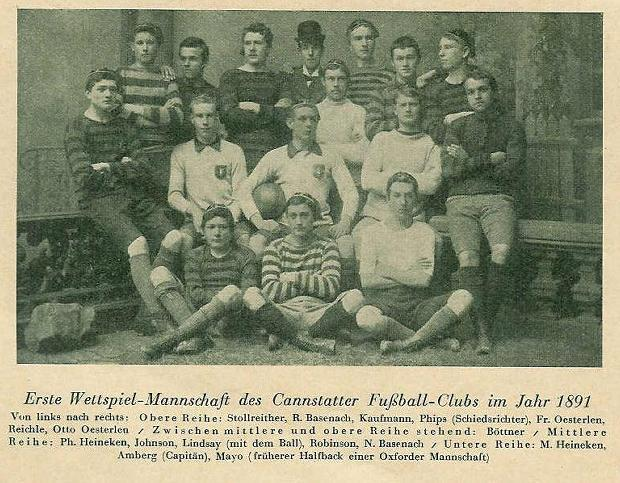
Die Mannschaft des CFC im Jahr 1891

Der Cannstatter Fußball-Club wurde am 25. März 1890 durch Schüler der Realanstalt und des Gymnasiums in Cannstatt sowie aus der Stuttgarter Kernstadt gegründet. Die Schüler der Cannstatter Schulen hatten bereits seit William Cail 1865 dort das Rugbyspiel einführte eine lose Spielgemeinschaft betrieben und verzichteten dennoch auf die Möglichkeit, bei der Gründung ein früheres Gründungsdatum einzutragen. 1891 trug der CFC seine ersten Rugby-Wettspiele gegen Heidelberg College und gegen den Neuenheim College F. C. aus. 1893 begannen die Mitglieder des Cannstatter Fußball-Clubs neben Rugby auch Association Fußball zu spielen, worauf der CFC Mitglied in der Süddeutschen Fußball-Union wurde. In demselben Jahr trat der Verein in einem Rugbyspiel gegen den Frankfurter F. C. 1880 erstmals gegen einen deutschen Verein an und bestritt bei einem 2:2-Unentschieden gegen den Straßburger F. C. sein erstes Fußballspiel.
Weil Schüler aus der Stuttgarter Kernstadt Interesse für den Rugby- und Fußballsport beim CFC zeigten, wurde im September 1893 auf Initiative des Cannstatter Fußball-Clubs der FV Stuttgart 1893 gegründet, der seine Spiele zunächst auch auf dem Cannstatter Wasen austrug und regelmäßig in Trainingsspielen gegen den CFC antrat. Nach der Gründung des FV 93 traten einige Mitglieder, unter denen auch Philipp Heineken war, aus dem Cannstatter Fußball-Club aus und dem FV Stuttgart bei. 1897 entschieden sich Schüler der Cannstatter Schulen gegen den Cannstatter Fußball-Club und gründeten den Kronen-Klub Cannstatt, der sich vollkommen auf den Fußball spezialisierte. Zwei Jahre nach der Entstehung des Kronen-Clubs verlor der Cannstatter Fußball-Club noch mehr Mitglieder, als sich die Mehrheit der jungen CFC-Spieler entschloss, sich an der Gründung der Stuttgarter Kickers zu beteiligen. Zuvor wurde dem CFC wegen der Beschwerden von Pächtern, die Schafe auf dem Cannstatter Wasen besaßen, endgültig untersagt den Wasen zu benutzen. Die dadurch entstandenen Platzprobleme waren auch der entscheidende Grund für den Austritt der CFC-Mitglieder, die die Kickers gründeten. Als der FV Stuttgart 93 darauf dem Cannstatter Fußball-Club seine Hilfe anbot, kam es zu Gesprächen, in denen eine Fusion der beiden Vereine vorgeschlagen wurde. Diese Gespräche blieben jedoch ergebnislos und führten nur zu einem letzten Freundschaftsspiel zwischen dem CFC und dem FV 93.

### Ab 1900: Vom Fußball- zum Tennisclub
Bereits 1891 wurden durch CFC-Mitglieder Tennisspielgeräte angeschafft, die zunächst zur Beschäftigung in der Sommerpause verwendet wurden. 1896 ließ der Cannstatter Fußball-Club eine Tennisanlage bauen, die vor allem für die passiven Vereinsmitglieder, unter denen auch Frauen waren, gedacht war. August Schmierer, der 1900 als Teil der Auswahl seines Ex-Vereins Fußballclub Frankfurt am Rugby-Wettbewerb der Weltausstellung Paris 1900 teilnahm und so als Silbermedaillengewinner der Olympischen Spiele in Paris in die Geschichte einging, schrieb in einem Bericht, dass er 1899 nach Cannstatt zurückkehrte und erfolglos versuchte den Zerfall der Fußball- und Rugbyabteilung des Cannstatter Fußball-Clubs aufzuhalten. Obwohl Schmierer zum ersten Vorsitzenden des Vereins gewählt wurde und mit zwei anderen verbliebenen Rugbyspielern des CFC noch für eine süddeutsche Auswahl an einem Rugbyspiel teilnahm, konnte er nicht verhindern, dass sich die verbliebenen ehemaligen Rugbyspieler im Verein endgültig dem Tennis zuwendeten. 1901 erfolgte schließlich die Umbenennung des Vereins in Cannstatter Fußball- und Tennis-Club, wobei die Hoffnung genährt wurde, dass das Fußballspiel im Verein wieder aufleben könnte. Nachdem diese Hoffnung aufgegeben worden war, erfolgte einige Jahre später unter dem Vorsitzenden Schmierer schließlich die Umbenennung zum Cannstatter Tennisclub.